# The Odom Corporation
The Odom Corporation är ett amerikanskt partihandelsföretag som säljer och distribuerar olika produkter som läskedrycker, energidrycker, juicer, fruktdrycker, kaffe, teer, vatten och alkoholdrycker från olika uppdragsgivare. Företaget säljer dessa i delstaterna Alaska, Hawaii, Idaho, Oregon och Washington. Deras dotterbolag Coca-Cola of Alaska tillverkar samtliga alkoholfria drycker som Odom distribuerar.
De grundades 1933 som Odom & Company i Juneau i Alaska av Milt Odom. På mitten av 1970-talet fick företaget sitt nuvarande namn. Odom omsätter årligen mellan en halv och en miljard amerikanska dollar och har en personalstyrka på fler än 1 700 anställda. Huvudkontoret ligger i Bellevue i Washington.

## Varumärken
Ett urval av de varumärken som de distribuerar/säljer:
| Alkoholdrycker - Bacardi - Beam Suntory - Campari - Corona - Diageo - E&J Gallo Winery - Guinness - Heineken - Hennessy - Millercoors - Moët - Moosehead - Pernod Ricard - Samuel Adams - Schöfferhofer - Sierra Nevada - Stoli - Treasury Wine Estates | Alkoholfria drycker - Arizona - Canada Dry - Coca-Cola - Dasani - Dr Pepper - Dunkin' Donuts (kaffe) - Fanta - Fresca - Fuze - Mello Yello - Minute Maid - Monster Energy - Nestlé Waters - Powerade - Rockstar Energy - Smartwater - Sprite - Vitaminwater - Voss - Zico |